# M. R. James
Montague Rhodes James (Kent, 1 de agosto de 1862 — Eton, 12 de junho de 1936) foi um escritor e medievalista inglês.

## Biografia
M. R. James nasceu em Kent, filho de um clérigo. O escritor nunca casou. Realizou seus estudos em Cambridge, onde passou a maior parte de sua vida adulta. Ainda que seus trabalhos mais conhecidos sejam as histórias de fantasma, James já publicava artigos científicos na área da paleografia desde a década de 1890, destacando-se suas contribuições na área dos estudos medievais e da literatura pseudoepigráfica. James foi responsável pela catalogação de grande parte do acervo de manuscritos da Universidade de Cambridge, além de ter elaborado uma tradução para os Apócrifos do Novo Testamento, publicada em 1924.
Hoje em dia, James é lembrado, sobretudo, por seu trabalho literário, considerado por alguns como inovador no gênero da literatura gótica. As histórias de fantasma de James obtiveram grande sucesso na Inglaterra, recebendo diversas adaptações para a televisão britânica desde a década de 1950 em diante, entre elas a história Whistle and I'll Come to You, produzida e divulgada pela BBC em 1968.

## AsHistórias de Fantasma de um Antiquário
Em 1904, M. R. James publica seu mais conhecido livro, Ghost Stories of an Antiquary, composto por nove contos escritos desde 1894. Em 1911, o autor publica uma sequência, intitulada More Ghost Stories of an Antiquary, em cujo prefácio descreve sua perspectiva de construção narrativa das histórias de fantasma:
Para que fique claro, eu tenho minhas próprias ideias sobre como uma história de fantasma deve ser elaborada para ser efetiva. Penso que, como uma regra, o ambiente deve ser razoavelmente familiar e a maioria dos personagens e suas falas devem ser como aqueles que podemos encontrar ou ouvir diariamente. Uma história de fantasma em que a cena se passa nos séculos XII ou XIII pode ter sucesso em ser romântica ou poética: ela nunca irá colocar o leitor na posição de dizer a si mesmo, 'se eu não for cuidadoso, algo desse tipo pode acontecer comigo!'.— James
No que diz respeito aos preceitos característicos de seu método, parcialmente descritos acima, James não os via como "regras muito estritas". No prefácio a More Ghost Stories of an Antiquary, o autor explicava que sua construção narrativa era própria do estilo referente às décadas finais do século XIX, tendo por objetivo elaborar uma história em que o fantasma fosse essencialmente malévolo ou odioso. "Aparições amáveis e misericordiosas encaixam muito bem com um conto de fadas ou uma lenda local, mas eu não tenho uso para elas numa história de fantasma".